# Royal Rumble (1990)
Royal Rumble (1990) – trzecia edycja corocznej gali pay-per-view Royal Rumble, która została wyprodukowana przez World Wrestling Federation. Miała miejsce 21 stycznia 1990 w Orlando Arenie w Orlando na Florydzie.
Walką wieczoru był 1990 Royal Rumble match, który został wygrany przez WWF Championa Hulka Hogana. Hogan wyeliminował Mr. Perfecta jako ostatniego, zdobywając zwycięstwo. W karcie znalazły się również walki takie jak Jim Duggan vs. Big Boss Man, Ronnie Garvin vs. Greg Valentine w Submission matchu oraz The Bushwhackers (Butch i Luke) kontra The Fabulous Rougeaus (Jacques i Raymond Rougeau).

## Przygotowania do gali
The Bushwhackers (Butch i Luke) zadebiutowali w WWF 30 grudnia 1988 w Madison Square Garden, pokonując The Bolsheviks (Nikolaia Volkoffa i Borisa Zhukova). Wzięli później udział w rywalizacji z nimi, która miała doprowadzić do kolejnej walki, tym razem na WrestleManii V. Bolsheviks nie pokazali się na gali, więc zostali zastąpieni przez The Fabulous Rougeaus (Jacques’a i Raymonda), którzy pokonali Bushwhackers. Te dwie drużyny rywalizowały ze sobą do końca roku, kulminując ów feud w walkę na Royal Rumble 1990.
Greg Valentine i Ronnie Garvin rywalizowali ze sobą od walki z 30 grudnia 1988 w Madison Square Garden, którą nieczysto wygrał Valentine. 22 kwietnia 1989 na odcinku Superstars, Garvin pokonał Valentine’a w kolejnej walce. Na następnej edycji Superstars, obaj zawalczyli ze sobą w retirement matchu, gdzie przegrany nie mógłby już więcej zawalczyć w WWF. Valentine wygrał walkę, więc Garvin musiał przejść na emeryturę. Podczas niej, Garvin zaczął pojawiać się jako sędzia, lecz został zawieszony po zdyskwalifikowaniu Valentine’a w jego walce z Jimmym Snuką, później zaś był konferansjerem na SummerSlam 1989. Garvin nie chciał ogłosić Valentine’a jako zwycięzcę swojej walki, więc zirytowany Valentine zażądał, by Garvin został przywrócony jako aktywny wrestler i wyzwał go do walki, co ten zaakceptował. Na Survivor Series, obaj zawalczyli ze sobą w przeciwnych drużynach.
Wielu innych wrestlerów w World Wrestling Federation – w tym WWF Champion Hulk Hogan i inni mistrzowie, a także członkowie tag teamów, mid-cardowi wrestlerzy i main eventerzy – wzięli udział w 1990 Royal Rumble matchu, losując swój numerek i wchodząc kolejno do pojedynku.

## Gala
Przed rozpoczęciem gali na żywo na pay-per-view (PPV), Paul Roma pokonał The Brooklyn Brawlera w dark matchu. Pierwszą walką nocy był tag team match pomiędzy The Bushwhackers (Butchem i Lukiem) oraz The Fabulous Rougeaus (Jacques’em i Raymondem Rougeau). Raymond zaaplikował swój sleeper hold na Butchu, lecz ten odepchnął go w narożnik. Raymond zmienił się z Jacques’em. Butch i Luke wykonali wspólnie clothesline na Raymondzie, po czym chcieli dodać battering ram na Jacques’u, lecz ten się odsunął i uniknął ruchu. Jacques i Luke zaczęli wymieniać się ciosami, dopóki Luke go nie pokonał w owym pojedynku. Jacques ominął clothesline od Luke’a i ten otrzymał cios od Raymonda. Jacques zaczął pozować, dopóki Butch nie zaatakował go od tyłu. The Rougeaus zaczęli wykonywać nielegalne podwójne ruchy na Luke’u. Raymond zmienił się i zdobył near-fall na Luke’u. Luke starał się zmienić z Butchem, lecz Raymond zajął się jego tag team partnerem i nie dopuścił do zmiany. The Rougeaus zaczęli znów wykonywać podwójne ruchy na Luke’u. Raymond wykonał mu Irish whip prowadzący do forearm smashu od Jacques’a, lecz znów był tylko near-fall. Jacques zmienił się i wymierzył back elbow na rywalu, dodając dwa Hotshoty i aplikując chinlock, jednakże Luke się z niego wydostał. Jacques postanowił wykonać kolejny ruch submissionowy, którym był abdominal stretch, lecz Luke doczołgał się do lin. Raymond wszedł i ponownie wykonał chinlock. Jego tag team partner wszedł i chciał wykonać diving splash, lecz Luke uderzył Jacques’a swoimi kolanami. Butch w końcu mógł legalnie wejść do ringu po zmianie i niemalże otrzymał cios od przeciwników, ale skontrował to w Irish Whipy. Bushwhackers wykonali kolejny battering ram na Raymondzie, lecz menadżer Rougeaus Jimmy Hart złapał za stopę Luke’a. Luke wsunął Harta do ringu, powodując dezorientację, co wykorzystali Rougeaus i wykonali rywalom double dropkick. Jacques chciał wykonać pin przy pomocy roll-upa, lecz był jedynie near-fall. Raymond wykonał Boston crab na Butchu, zaś Jacques dodał od siebie knee drop na Butchu. Luke potknął Jacques’a. Raymond chciał pomóc bratu, lecz Bushwhackers wykonało mu battering ram i Butch przypiął Jacques’a, wygrywając walkę.
W drugiej walce zmierzyli się Brutus Beefcake i The Genius. Genius stał się poważny i zaatakował Beefcake’a eye rakem po rozpoczęciu walki. Beefcake wstał i uderzył Geniusa inverted atomic dropem. Genius postanowił wyjść z ringu i odpocząć poza nim. Kiedy wrócił, chciał uderzyć rywala, lecz nie trafił. Ten sać wykonał Geniusowi Irish whip. Genius ponownie wyszedł i wszedł do ringu i wykonał dropkick, zdobywając near-fall. Następnie spróbował crucifix pinu, lecz znów był near-fall. Beefcake zaczął gonić Geniusa i zaaplikował na nim Barber’s Chair, lecz Genius wybronił się wykonując ciosy łokciem. Genius wykonał swój submission healock, lecz Beefcake popchnął go w sędziego. Genius spróbował Irish whipa, jednakże Beefcake skontrował to w Barber’s Chair. Genius upadł na matę, lecz przez to że sędzia był znokautowany, Beefcake nie został ogłoszony zwycięzcą. Wziął więc swoje nożyce i chciał obciąć jego włosy, jednakże do ringu wszedł Mr. Perfect i wykonał Beefcake’owi Perfectplex. Sędzia wstał i zdyskwalifikował Beefcake’a i Geniusa. Po walce, Perfect wziął stalowe krzesełko do ringu i uderzył nim w żebra Beefcake’a.
Trzecim pojedynkiem był Submission match, a wzięli w nim udział Ronnie Garvin i Greg Valentine. Garvin zaczął walkę wykonując Valentine’owi chopsy. Valentine uderzył headbuttem poniżej pasa Garvina. Obaj wymieniali się ciosami, dopóki Garvin nie wykonał piledrivera, którego Valentine skontrował w backdrop. Valentine użył Heart Breakera na Garvinie i dodał figure four leglock, lecz Garvin odkopał. Garvin spróbował wykonać roll-up, lecz przypięcia w owym pojedynku nie były liczone. Valentine wykonał elbow drop i zaaplikował ponownie figure four leglock. Valentine dodał Canadian backbreaker rack, lecz Garvin nie poddał się. Valentine wykonał kolejny elbow drop i dodał kolejny figure four leglock, lecz Garvinowi udało się wstać i popchnąć rywala w narożnik. Garvin wykonał swój Indian deathlock, lecz Valentine zdołał złapać się lin. Duo walczyło ze sobą poza ringiem, gdzie Garvin spróbował kolejnego piledrivera, którego tak jak wcześniej, Valentine skontrował w backdrop. W ringu, Garvin nie trafił Irish whipem. Następnie Valentine zaaplikował submission należący do Garvina, Hammer Jammer, przy czym dusił go przy narożniku, gdzie ostatecznie Garvin upadł niedaleko menadżera Valentine’a, Jimmy’ego Harta. Valentine wykonał figure four leglock na Garvinie – ten zaś wyszedł z niego, po czym otrzymał ten sam ruch po raz drugi. Tym razem Garvin wyszedł z niego blokując go za pomocą inside cradle. Garvin wykonał slam na Valentine i chciał dodać Heart Breaker, lecz Valentine wyrzucił go z ringu. Garvin zablokował Valentine’a pomiędzy linami i gdy Hart chciał pomóc swojemu podopiecznemu, został odepchnięty przez Garvina. Garvin chciał wykonać wrogiemu menadżerowi Heart Breaker, lecz ostatecznie uderzył Valentine’a i zaaplikował mu Hammer Jammer, przy którym Valentine odklepał.
W czwartym pojedynku zmierzyli się Jim Duggan i Big Boss Man. Boss Man wykorzystał swój ciężar na początku walki, lecz Duggan zaczął kontrować jego ataki clothesline’ami. Boss Man złapał Duggana i wyrzucił go na podłogę. Duggan wybronił się ciosem, lecz został silnie wrzucony w słupek ringowy. Boss Man jednakże nie trafił swoim wbiegnięciem w rywala i sam trafił w słupek. Duggan skupił się na jego bolącym ramieniu. Obaj wrócili do ringu, gdzie Boss Man skontrował Irish whip Duggana, wykonując splash na narożniku, po czym dodał enzuigiri. Po chwili zaczął obijać głowę Duggana o turnbuckle, lecz Duggan wykonał Irish Whip Boss Manem o narożnik. Duggan zaczął kontrolować walkę, dopóki Slick nie zainterweniował w walce, przez co Boss Man wrócił do dominowania w niej. Boss Man miał near-fall po tym jak uderzył Duggana knee dropem. Następnie zaaplikował bearhug na rywalu, z którego Duggan próbował się wydostać wymierzając headbutty, przez co ostatecznie Boss Man upadł na matę. Boss Man zaciągnął Duggana w narożnik, lecz Duggan wykonał mu clothesline, popchnął do narożnika i wykonał dziesięć ciosów, lecz po nich otrzymał clothesline’a od Boss Mana. Boss Man chciał wykonać big splash, lecz rywal odsunął się i ominął ataku. Slick złapał Duggana, który stał przy linach. Boss Man chciał z całą prędkością wlecieć w Duggana, lecz ten się odsunął i trafił w Slicka. Jednakże po chwili Slick był w stanie podać mu policyjną pałkę. Slick próbował zwrócić uwagę sędziego, lecz ten zauważył Boss Mana atakującego Duggana pałką, więc zdyskwalifikował Boss Mana i zadeklarował Duggana jako zwycięzcę przez dyskwalifikację.

### Royal Rumble match
| Rola:                   | Osoba:         |
| ----------------------- | -------------- |
| Komentatorzy            | Tony Schiavone |
| Komentatorzy            | Jesse Ventura  |
| Przeprowadzający wywiad | Gene Okerlund  |
| Przeprowadzający wywiad | Sean Mooney    |
| Konferansjer            | Howard Finkel  |
| Officiale               | Tony Garea     |
| Officiale               | Pat Patterson  |
| Sędziowie               | Danny Davis    |
| Sędziowie               | Earl Hebner    |
| Sędziowie               | Joey Marella   |
| Sędziowie               | Shane Stevens  |

Walką wieczoru gali był 30-osobowy Royal Rumble match. Ted DiBiase wszedł jako 1., zaś Koko B. Ware jako drugi. Dwójka zaczęła ze sobą walkę, dopóki DiBiase nie wyeliminował rywala wykonując backdrop poza górną liną. Do ringu jako 3. dołączył jeden z The Rockers, Marty Jannetty, lecz został szybko zaatakowany przez DiBiasego. Jannetty wykonał mu dropkicki, lecz jednym nie trafił i otrzymał od DiBiasego clothesline. Ten zaś wspiął się na drugą linę i został złapany Jannetty’ego. Jannetty spróbował roll-upu, lecz DiBiase go przytrzymał. Jannetty nie trafił crossbodym na DiBiasem i został przez niego wyeliminowany nad górną liną. Jake Roberts dołączył jako 4., przez co DiBiase i Roberts natychmiastowo zaczęli się atakować, z powodu ich wcześniejszej rywalizacji. „Macho King” Randy Savage wszedł jako 5. i zaczął atakować Robertsa. On i DiBiase wspólnie atakowali rywala, dopóki osoba z numerem 6., którym był Roddy Piper, wszedł do ringu i zaczął pomagać Robertsowi. Piper i Roberts wspólnie zaczęli walkę z Savage’em i DiBiasem, pomagając sobie przy eliminacjach, lecz po chwili dołączył do nich jeden z The Powers of Pain, The Warlord, i zaczął atakować Pipera i Robertsa. Warlord zajął się Piperem przez chwilę, zaś DiBiase i Savage próbowali wyeliminować Robertsa. Piper wymsknął się Warlordowi i uratował Robertsa od eliminacji.
Członek The Hart Foundation, Bret Hart, dołączył jako 8. i zaczął atakować Warlorda. Piper i Hart wykonali podwójny clothesline na Warlodzie, podczas gdy DiBiase i Savage wciąż próbowali wyeliminować Robertsa. Hart zaczął skupiać się na Savage’u, więc Warlord przyszedł temu na pomoc. Piper i Roberts wspólnie atakowali DiBiasego. Warlord próbował wyeliminować Harta, lecz po chwili dołączył z nr. 9. Bad News Brown i również skupił się na Harcie. Roberts wymierzył DDT na DiBiasem blicko lin, lecz Savage wykonał Robertsowi clothesline wyrzucając go z ringu i eliminując. DiBiase mógł więc skupić się na Piperze, lecz Piper niemalże wyeliminował DiBiasego, gdyż znów Savage go uratował. Dusty Rhodes dołączył jako 10. i wykonał Savage’owi bionic elbowy. Savage próbował wypchnąć Rhodesa nad górną liną, lecz Rhodes skontrował i wyeliminował Savage’a wyrzucając go z ringu. Walka nabrała nowego poziomu, gdy jako 11. dołączył WWF Tag Team Champion, członek The Colossal Connection, André the Giant. Warlord ruszył za André, lecz został szybko wyrzucony z ringu.
Piper i Rhodes zajęli się André, zaś Brown i DiBiase starali się wyeliminować Harta. Red Rooster dołączył jako 12. i zaczął walczyć z Rhodesem. W międzyczasie, Brown próbował wyeliminować Pipera, lecz sam został przez niego wyeliminowany. Brown się zdenerwował i wrócił do ringu (pomimo bycia wyeliminowanym), po czym wyrzucił Pipera nad górną liną z ringu. Ax, członek Demolition, dołączył jako 13., podczas gdy André wyrzucił Roostera. Ax zajął się André, podczas gdy Hart i Rhodes wspólnie atakowali DiBiasego. André był w tarapatach, gdy został owinięty między linami przez Axa i Rhodesa, lecz partner tag teamowy André, Haku, dołączył do Royal Rumble matchu jako 14., i uratował swojego partnera od eliminacji. Rhodes skupił się na Haku, zaś jako 15. wkroczył Smash, partner Axa. Doprowadziło to do walki Demolition z Colossal Connection. Jako 16. dołączył Akeem, zaś Rhodes wyeliminował Harta. Demolition zaatakowało Haku, po czym wyeliminowało z walki André wykonując mu podwójny shoulder block. Próbowali wykonać to samo Haku, lecz André złapał go na podłodze i położył go z powrotem w ringu. DiBiase, który był już w walce 20 minut, był blisko bycia wyeliminowanym przez Demolition, lecz po chwili Jimmy Snuka dołączył jako 17.
Snuka zaczął pojedynkować się z Akeemem i wyeliminował go. Dino Bravo dołączył jako 18. Bravo i Haku atakowali Snukę, lecz ten odzyskał siły i dał radę przeciwko tej dwójce. The Canadian Earthquake dołączył jako 19. i wyeliminował Rhodesa, a następnie Axa. Drugi z Hart Foundation, Jim Neidhart, dołączył jako 20. i starał się wyeliminować Earthquake’a. Haku i Smash dołączyli do Neidharta w próbie eliminacji, lecz dalej nie byli w stanie wyeliminować ważącego ponad 180 kilogramów olbrzyma. DiBiase i Snuka dołączyli i dopiero wtedy byli razem w stanie wyeliminować Earthquake’a. WWF Intercontinental Champion Ultimate Warrior dołączył jako 21. i zaczął dominować w walce. Niedługo potem, Warrior wyrzucił Bravo i zaczął obijać każdego uczestnika. Rick Martel wszedł jako 22. i zaczął pozować, przedstawiając swoją muskulaturę. Haku wyeliminował Smasha z walki. Neidhart próbował wyrzucić Martela, lecz Martel wyszedł z ringu pod dolną liną i poczekał poza nim, odzyskując siły. Tito Santana wszedł jako 23. i natychmiastowo zaatakował Martela. Santana próbował wyeliminować byłego partnera, lecz Martel wbił palce w oczy Santany. Haku otrzymał clothesline od Warriora, podczas gdy DiBiase wykonał piledriver na Snuce. The Honky Tonk Man dołączył jako 24. Martel wyeliminował Neidharta z pomocą Warriora i DiBiasego. Warrior skontrował Irish whip DiBiasego w swój clothesline, wyrzucając go z ringu. DiBiase pobił rekord w długości pobytu w ringu, który wynosił 44:47.
WWF Champion Hulk Hogan dołączył jako 25. Krótko po wejściu, Hogan wyeliminował Snukę, a potem Haku. Santana próbował wyeliminować Martela, lecz Warrior zdołał wyeliminować Santanę. Honky zaatakował Hogana, jednakże Hogan szybko pozbył się go z ringu. Drugi z The Rockers, Shawn Michaels dołączył jako 26., lecz od razu został wyeliminowany przez Warriora, po czym Warrior wyrzucił również Martela. W ringu pozostało dwóch mistrzów, Hogan i Warrior. Po krótkim spoglądaniu sobie w oczy, obaj zaczęli obijać się po twarzach, odbijać od lin i lądować na sobie, oraz wymierzając sobie clothesline’y. The Barbarian dołączył jako 27. i wymierzył Hoganowi big boot. Rick Rude wszedł jako 28. i skupił się na Warriorze. Barbarian i Rude spróbowali wyeliminować Hogana, lecz Warrior uratował mistrza WWF od eliminacji. Następnie Barbarian i Rude wyrzucili Warriora z ringu z pomocą clothesline’a od Hogana. Warrior wrócił do ringu i zaatakował Barbariana i Rude’a, po czym poszedł na backstage. Hercules dołączył jako 29. i wspólnie z Hoganem powalczyli z Barbarianem i Rudem. Ostatnia osoba z numerem 30., Mr. Perfect, dołączył i skupił się na obijaniu Hogana.
Finałową piątką w ringu byli Hogan, Rude, Barbarian, Hercules i Perfect. W międzyczasie, współpraca pomiędzy Barbarianem i Rudem została zakłócona. Hercules wykorzystał to i wyeliminował Barbariana. Ostateczną czwórką byli Hogan, Rude, Hercules i Perfect. Hercules został wyrzucony przez Rude’a, więc jedynymi uczestnikami byli Hogan, Rude i Perfect. Rude i Perfect wspólnie atakowali Hogana. Perfect przytrzymał Hogana, przez co Rude wymierzył Rude forearma, lecz Hogan się odsunął i Perfect wylądował na krawędzi ringu. Podczas pobytu na krawędzi, Hogan wykonał Irish Whip na Rude wprost na Perfecta, który wracając do ringu zaciągnął górną linę, przez co Rude poleciał wprost na podłogę, zostając wyeliminowanym. Po krótkiej kłótni pomiędzy Rudem i Perfectem, Rude poszedł na backstage. W ringu pozostali Hogan i Perfect. Hogan złapał Perfecta i zaciągnął do ringu, lecz otrzymał clothesline. Perfect wymierzył Perfect-Plex, lecz Hogan nie sprzedał tego ruchu i wrzucił Perfecta na słupek ringowy. Hogan dodał od ciebie kilka clothesline’ów i wyrzucił Perfecta obok turnblucke ponad górną linę z ringu, wygrywając 1990 Royal Rumble match.

## Wydarzenia po gali
Wiele wydarzeń z Royal Rumble doprowadziło do podbudowy WrestleManii VI, następnej większej gali WWF. Zdobywając większe zainteresowanie w konfrontacji pomiędzy WWF Championem Hulkiem Hoganem i WWF Intercontinental Championem Ultimate Warriorem, obaj zgodzili się na walkę pomiędzy sobą, podpisując kontrakt na pojedynek na WrestleManii VI mającej miejsce w Toronto Skydome. Obaj uzgodnili, że stypulacją będzie title vs. title match, gdzie zwycięzca miałby zdobyć oba tytuły. Przed galą, Hogan skupił się na rywalizacji z Mr. Perfectem, podczas gdy Ultimate Warrior bronił jego Intercontinental Championship głównie przeciwko Dino Bravo.
WWF Tag Team Champions The Colossal Connection (André the Giant i Haku) kontynuowali bronienia tytułów, głównie przeciwko Demolition (Axowi i Smashowi), od których zdobyli tytuły mistrzowskie; Hart Foundation i The Rockers byli ich okazjonalnymi przeciwnikami. Podczas panowania, Haku przebywał w ringu więcej czasu z powodu słabnącego zdrowia André (spowodowanym wrodzonym gigantyzmem) i wchodził do ringu głównie pod sam koniec walki. Ostateczny rewanż odbył się na WrestleManii VI.
Po konfrontacji pomiędzy Dusty Rhodesem i Sapphire, a Randy Savage’em i Sensational Sherri podczas „The Brother Love Show”, podpisano kontrakt na inter-gender match. Przed tym, Savage po raz ostatni zawalczył z Hoganem o WWF Championship, walcząc z byłym przyjacielem na The Main Event, wyemitowanym w lutym, gdzie Buster Douglas serwował jako sędzia specjalny, dając wygraną Hoganowi. Po walce, Douglas wykonał cios Savage’owi, nokautując go.
Wydarzenia związane z Roddym Piperem i Bad News Brownem doprowadziły do walki na WrestleManii VI, na której rezultatem było podwójne wyliczenie. Royal Rumble było ostatnim pay-per-view, gdzie Big Boss Man pojawiał się jako heel; krótko po Royal Rumble, Boss Man odmówił asystowania Tedowi DiBiasemu w jego feudzie z Jakem Robertsem, zwolnił Slicka jako swojego menadżera i stał się przyjacielem Hogana.
Było to ostatnie pay-per-view komentowane przez Tony’ego Schiavonego, gdyż ten opuścił WWF krótko po gali. Zaczął pracować dla World Championship Wrestling, które stało się głównym rywalem WWF w latach 90., dopóki nie zbankrutowało w 2001, a także miał krótki pobyt w Total Nonstop Action Wrestling w 2003, po czym opuścił biznes wrestlingowy. Gorilla Monsoon wrócił na WrestleManii VI jako główny komentator WWF.

## Wyniki walk
| Nr                                                                                    | Wyniki | Stypulacje         | Czas  |
| ------------------------------------------------------------------------------------- | --- | ------------------ | ----- |
| 1D                                                                                    | Paul Roma pokonał The Brooklyn Brawlera                                                                                               | Singles match      | –     |
| 2                                                                                     | The Bushwhackers (Bushwhacker Butch i Bushwhacker Luke) pokonali The Fabulous Rougeaus (Jacques’a i Raymonda Rougeau) (w/ Jimmy Hart) | Tag team match     | 13:35 |
| 3                                                                                     | Brutus Beefcake vs. The Genius zakończyło się podwójną dyskwalifikacją                                                                | Singles match      | 11:07 |
| 4                                                                                     | Ronnie Garvin pokonał Grega Valentine’a (w/ Jimmy Hart)                                                                               | Submission match   | 16:55 |
| 5                                                                                     | Jim Duggan pokonał Big Boss Mana (w/ Slick) przez dyskwalifikację                                                                     | Singles match      | 06:13 |
| 6                                                                                     | Hulk Hogan wygrał eliminując jako ostatniego Mr. Perfecta                                                                             | Royal Rumble match | 58:46 |
| (c) – mistrz/mistrzyni przed walkąD – walka była dark matchem (nietransmitowana w TV) | |                    |       |

### Udziały i eliminacje w Royal Rumble matchu
Nowy wrestler wchodził do ringu co około 2 minuty.
| Nr. wejściowy | Uczestnik               | Nr. eliminacji | Wyeliminowany przez                                                        | Czas  |
| ------------- | ----------------------- | -------------- | -------------------------------------------------------------------------- | ----- |
| 1             | Ted DiBiase             | 18             | The Ultimate Warriora                                                      | 44:47 |
| 2             | Koko B. Ware            | 1              | Teda DiBiasego                                                             | 01:36 |
| 3             | Marty Jannetty          | 2              | Teda DiBiasego                                                             | 01:35 |
| 4             | Jake Roberts            | 3              | Randy’ego Savage’a                                                         | 10:03 |
| 5             | Randy Savage            | 4              | Dusty’ego Rhodesa                                                          | 10:10 |
| 6             | Roddy Piper             | 7              | Bad News Browna                                                            | 12:20 |
| 7             | The Warlord             | 5              | André the Gianta                                                           | 08:16 |
| 8             | Bret Hart               | 9              | Dusty’ego Rhodesa                                                          | 16:16 |
| 9             | Bad News Brown          | 6              | Roddy’ego Pipera                                                           | 06:04 |
| 10            | Dusty Rhodes            | 12             | Earthquake’a                                                               | 18:18 |
| 11            | André the Giant         | 10             | Axa i Smasha                                                               | 10:16 |
| 12            | The Red Rooster         | 8              | André the Gianta                                                           | 01:58 |
| 13            | Ax                      | 13             | Earthquake’a                                                               | 12:50 |
| 14            | Haku                    | 20             | Hulka Hogana                                                               | 22:31 |
| 15            | Smash                   | 16             | Haku                                                                       | 15:01 |
| 16            | Akeem                   | 11             | Jimmy’ego Snukę                                                            | 02:31 |
| 17            | Jimmy Snuka             | 19             | Hulka Hogana                                                               | 17:03 |
| 18            | Dino Bravo              | 15             | The Ultimate Warriora                                                      | 06:13 |
| 19            | The Canadian Earthquake | 14             | Jimmy’ego Snukę, Dino Bravo, Smasha, Haku, Teda DiBiasego i Jima Neidharta | 02:31 |
| 20            | Jim Neidhart            | 17             | Teda DiBiasego, The Ultimate Warriora i Ricka Martela                      | 08:42 |
| 21            | The Ultimate Warrior    | 25             | Hulka Hogana, The Barbariana i Ricka Rude’a                                | 14:29 |
| 22            | Rick Martel             | 24             | The Ultimate Warriora                                                      | 08:14 |
| 23            | Tito Santana            | 21             | The Ultimate Warriora & Ricka Martela                                      | 05:09 |
| 24            | The Honky Tonk Man      | 22             | Hulka Hogana                                                               | 04:01 |
| 25            | Hulk Hogan              | –              | Zwycięzca                                                                  | 12:49 |
| 26            | Shawn Michaels          | 23             | The Ultimate Warriora                                                      | 00:12 |
| 27            | The Barbarian           | 26             | Herculesa                                                                  | 05:47 |
| 28            | Rick Rude               | 28             | Mr. Perfecta                                                               | 06:29 |
| 29            | Hercules                | 27             | Ricka Rude’a                                                               | 03:02 |
| 30            | Mr. Perfect             | 29             | Hulka Hogana                                                               | 03:32 |

- Ted DiBiase pobił rekord długości pobytu w ringu, będąc w nim 44:47.